# Habrobracon kitcheneri
Habrobracon kitcheneri is een insect dat behoort tot de orde vliesvleugeligen (Hymenoptera) en de familie van de schildwespen (Braconidae). De wetenschappelijke naam van de soort werd voor het eerst geldig gepubliceerd door Dudgeon & Gough in 1914.